# Jorge Camacho
Jorge David Camacho (13 maart 1956) is een voormalig Boliviaans voetballer, die speelde als aanvallende middenvelder. Hij kwam onder meer uit voor de Boliviaanse club Oriente Petrolero.

## Interlandcarrière
Camacho speelde in totaal acht officiële interlands voor Bolivia (één doelpunt). Onder leiding van bondscoach Wilfredo Camacho maakte hij zijn debuut op 18 september 1980 in de vriendschappelijke wedstrijd tegen Paraguay (2-1).